# Freccia Vallone 2010
La Freccia Vallone 2010, 74ª edizione della corsa, valevole come 11ª prova del Calendario mondiale UCI 2010, si svolse il 21 aprile 2010 per un percorso di 198 km e fu vinta dal campione del mondo in carica, l'australiano Cadel Evans.

## Percorso
Partendo da Charleroi, la corsa affrontò le "côtes" d'Ereffe, di Peu d'Eau, Haut-Bois, Thon, Bonneville, Bohissau ed Ahin. Il gruppo affrontò anche per tre volte il Muro di Huy, ai chilometri di gara 67, 168,5 e 198, quest'ultimo valido come traguardo finale.

## Squadre e corridori partecipanti
| N.      | Cod. | Squadra                      |
| ------- | ---- | ---------------------------- |
| 1-8     | SAX  | Team Saxo Bank               |
| 11-18   | LAM  | Lampre-Farnese Vini          |
| 21-28   | EUS  | Euskaltel-Euskadi            |
| 31-38   | BMC  | BMC Racing Team              |
| 41-48   | OLO  | Omega Pharma-Lotto           |
| 51-56   | THR  | Team HTC-Columbia            |
| 61-68   | GCE  | Caisse d'Epargne             |
| 71-78   | SKY  | Team Sky                     |
| 81-88   | ALM  | AG2R La Mondiale             |
| 91-98   | KAT  | Team Katusha                 |
| 101-108 | TSV  | Topsport Vlaanderen-Mercator |
| 111-118 | QST  | Quick Step                   |
| 121-128 | CTT  | Cervélo TestTeam             |

| N.      | Cod. | Squadra               |
| ------- | ---- | --------------------- |
| 131-138 | LAM  | Landbouwkrediet       |
| 141-148 | RSH  | Team RadioShack       |
| 151-158 | MRM  | Team Milram           |
| 161-168 | FDJ  | Française des Jeux    |
| 171-178 | GRM  | Garmin-Transitions    |
| 181-188 | AST  | Astana Team           |
| 191-198 | AND  | Androni Giocattoli    |
| 201-208 | BTL  | Bbox Bouygues Telecom |
| 211-218 | LIQ  | Liquigas-Doimo        |
| 221-228 | RAB  | Rabobank              |
| 231-238 | COF  | Cofidis               |
| 241-248 | ASA  | Acqua & Sapone        |

## Ordine d'arrivo (Top 10)
| Pos. | Corridore          | Squadra      | Tempo    |
| ---- | ------------------ | ------------ | -------- |
| 1    | Cadel Evans        | BMC          | 4h29'24" |
| 2    | Joaquim Rodríguez  | Katusha      | s.t.     |
| 3    | Alberto Contador   | Astana       | s.t.     |
| 4    | Igor Antón         | Euskaltel    | a 6"     |
| 5    | Damiano Cunego     | Lampre       | a 9"     |
| 6    | Philippe Gilbert   | Omega Pharma | a 11"    |
| 7    | Christopher Horner | RadioShack   | s.t.     |
|      | Alejandro Valverde | C. d'Epargne | s.t.     |
| 8    | Andy Schleck       | Saxo Bank    | s.t.     |
| 9    | Ryder Hesjedal     | Garmin       | s.t.     |
| 10   | Michael Albasini   | HTC          | s.t.     |

## Punteggi UCI
| Pos. | Corridore          | Squadra      | Punti |
| ---- | ------------------ | ------------ | ----- |
| 1    | Cadel Evans        | BMC          | 80    |
| 2    | Joaquim Rodríguez  | Katusha      | 60    |
| 3    | Alberto Contador   | Astana       | 50    |
| 4    | Igor Antón         | EUS          | 40    |
| 5    | Damiano Cunego     | Lampre       | 30    |
| 6    | Philippe Gilbert   | Omega Pharma | 22    |
| 7    | Christopher Horner | RadioShack   | 14    |
|      | Alejandro Valverde | C. d'Epargne | 10    |
| 8    | Andy Schleck       | Saxo Bank    | 10    |
| 9    | Ryder Hesjedal     | Garmin       | 6     |
| 10   | Michael Albasini   | HTC          | 2     |

| Pos. | Squadra             | Punti |
| ---- | ------------------- | ----- |
| 1    | BMC Racing Team     | 80    |
| 2    | Team Katusha        | 60    |
| 3    | Astana Team         | 50    |
| 4    | Euskaltel-Euskadi   | 40    |
| 5    | Lampre-Farnese Vini | 30    |
| 6    | Omega Pharma-Lotto  | 22    |
| 7    | Team RadioShack     | 14    |
|      | Caisse d'Epargne    | 10    |
| 8    | Team Saxo Bank      | 10    |
| 9    | Garmin-Transitions  | 6     |
| 10   | Team HTC-Columbia   | 2     |

| Pos. | Squadra     | Punti |
| ---- | ----------- | ----- |
| 1    | Spagna      | 150   |
| 2    | Australia   | 80    |
| 3    | Italia      | 30    |
| 4    | Belgio      | 22    |
| 5    | Stati Uniti | 14    |
| 6    | Lussemburgo | 10    |
| 7    | Canada      | 6     |
| 8    | Svizzera    | 2     |